# Паниот, Ярослав Вадимович
Яросла́в Вади́мович Панио́т (укр. Ярослав Вадимович Паніот; род. 26 декабря 1997 года в Одессе, Украина) — украинский фигурист, выступающий в мужском одиночном катании, двукратный чемпион Украины (2015 и 2018 годы), дважды вице-чемпион (2016—2017 годах), серебряный призёр Юношеских Олимпийских игр 2012 года в командных соревнованиях, победитель первенства Украины среди юниоров (2016 год).
По состоянию на 12 мая 2018 года занимает 53-е место в рейтинге Международного союза конькобежцев (ИСУ).

## Карьера

### Выступления за Украину
Ярослав Паниот занял в 2012 году второе место в первенстве Украины среди юниоров, что позволило ему быть заявленным на I зимние юношеские Олимпийские игры в Австрии. В личных соревнованиях он занял место в середине турнирной таблицы, а в командные благодаря жребия попал в команду с российской танцевальной парой Марией Симоновой с Дмитрием Драгуном и финской одиночницей Эвелииной Вильянен. Командой они выиграли серебряную медаль.
В следующий сезон он дебютировал на юниорских этапах Гран-при, выступил на взрослом национальном чемпионате и континентальном юношеском Олимпийском фестивале, где завоевал серебряную медаль. Следующий успех пришёл в после олимпийский сезон осенью 2014 года, Ярослав выиграл бронзовую медаль на юношеском этапе Гран-при в Германии, где ещё и улучшил все свои прежние достижения. В конце года он выигрывает национальный чемпионат и дебютирует в январе 2015 года на континентальном чемпионате в Стокгольме, где финиширует в середине таблицы. Завершал он сезон в КНР на мировом чемпионате, в Шанхае Паниот сумел пройти в финальную часть чемпионата и превзошёл свои прежние достижения в короткой программе.
Следующий сезон украинский фигурист начал в США на юниорском этапе Гран-при, где он улучшил свои прежние достижения в произвольной программе и занял место рядом с подиумом. Принял участие и занял восьмое место на одном из этапов серии «Челленджер» в Польше Кубок Варшавы. На чемпионате Украины в декабре финишировал вторым, новыиграл первенство Украины среди юниоров. После этого был отправлен на юниорский чемпионат мира в Дебрецен, где он провалил короткую программу и в итоге занял место во второй десятке.
Новый предолимпийский сезон одиночник с Украины начал с юниорских этапов Гран-при во Франции. Где он замкнул пятёрку лучших. Также пятым он был и на юниорском этапе Гран-при в Германии. В национальном чемпионате в декабре, он вновь финишировал вторым. В середине марта он выступал в Тайбэе на юниорском мировом чемпионате, где в итоге финишировал десятым. При этом он улучшил все свои прежние спортивные достижения и впервые за много лет завоевал для своей страны на следующий юниорский чемпионат квоту на два одиночника.

#### Олимпийский сезон 2017-2018
В конце июля украинский одиночник начал олимпийский сезон в Анахайме, где на летнем турнире занял пятое место. Далее в сентябре он в Солт-Лейк-Сити, где на турнире U.S. International Figure Skating Classic, выступил очень удачно, значительно улучшил все свои прежние спортивные достижения. При этом он финишировал рядом с пьедесталом. В конце сентября фигурист принял участие в Оберсдорфе, где на квалификационном турнире Небельхорн, он финишировал на седьмом месте, что позволило ему завоевать путёвку для своей страны на зимние Олимпийские игры. Очень удачно он выступил в ноябре в Таллине где финишировал третьим на городском Кубке, при этом он улучшил своё прежнее достижение в короткой программе. В середине декабря на национальном чемпионате ему удалось после двухлетнего перерыва вернуть себе звание лучшего фигуриста страны. В Москве в январе на континентальном чемпионате он выступил неудачно, впервые на чемпионатах, не сумел пройти в финальную часть. В середине февраля в Канныне на личном турнире Олимпийских игр украинский фигурист выступил неудачно. Он не только не сумел пройти в финальную часть соревнований, но и занял последнее место.

### Выступления за США
В настоящее время Ярослав Паниот представляет команду США. В национальном чемпионате США он занял четвёртое место и в сезоне 2021/2022 намеревается представлять США в международных соревнованиях (начиная с Lombardia Trophy в сентябре 2021 года).

## Спортивные достижения
| Соревнования/Сезон                                        | 2011–2012 | 2012–2013 | 2013–2014 | 2014–2015 | 2015–2016 | 2016–2017 | 2017–2018 | 2020-2021 | 2021-2022 |
| --------------------------------------------------------- | --------- | --------- | --------- | --------- | --------- | --------- | --------- | --------- | --------- |
| Зимние Олимпийские игры                                   |           |           |           |           |           |           | 30        |           |           |
| Чемпионаты мира                                           |           |           |           | 24        |           |           |           |           |           |
| Чемпионаты Европы                                         |           |           |           | 16        |           |           | 25        |           |           |
| Золотой конёк Загреба                                     |           |           |           |           |           | 12        |           |           |           |
| Кубок Варшавы                                             |           |           |           | 12        | 8         |           |           |           |           |
| U.S. International Classic                                |           |           |           |           |           |           | 4         |           |           |
| Небельхорн                                                |           |           |           |           |           |           | 7         |           |           |
| Таллинский Трофей                                         |           |           |           |           |           |           | 3         |           |           |
| Чемпионаты мира (юниоры)                                  |           |           |           |           | 11        | 10        |           |           |           |
| Зимние юношеские Олимпийские игры, личные соревнования    | 9         |           |           |           |           |           |           |           |           |
| Зимние юношеские Олимпийские игры, командные соревнования | 2/5^      |           |           |           |           |           |           |           |           |
| Этапы юниорского Гран-при: Беларусь                       |           |           | 11        |           |           |           |           |           |           |
| Этапы юниорского Гран-при: Франция                        |           |           |           |           |           | 5         |           |           |           |
| Этапы юниорского Гран-при: Германия                       |           |           |           | 3         |           | 5         |           |           |           |
| Этапы юниорского Гран-при: Япония                         |           |           |           | 17        |           |           |           |           |           |
| Этапы юниорского Гран-при: Словения                       |           | 18        |           |           |           |           |           |           |           |
| Этапы юниорского Гран-при: США                            |           | 16        |           |           | 4         |           |           |           |           |
| Европейский юношеский Олимпийский фестиваль               |           | 2         |           |           |           |           |           |           |           |
| Кубок Ниццы                                               | 7 юн.     | 8 юн.     |           |           |           |           |           |           |           |
| Чемпионаты Украины                                        |           | 4         | 5         | 1         | 2         | 2         | 1         |           |           |
| Чемпионаты США                                            |           |           |           |           |           |           |           | 4         |           |
| Первенство Украины по фигурному катанию среди юниоров     | 2         | 3         |           |           | 1         | 2         |           |           |           |

- юн. — выступал в юниорском разряде.
- ^ — первая цифра место в командном соревнование, вторая место занятое в командных соревнованиях.